# Olympische Winterspiele 1998/Teilnehmer (Puerto Rico)
| Gelbes Symbol für Goldmedaillen mit stilisierten Olympischen Ringen | Graues Symbol für Silbermedaillen mit stilisierten Olympischen Ringen | Braundes Symbol für Bronzemedaillen mit stilisierten Olympischen Ringen |
| ------------------------------------------------------------------- | --------------------------------------------------------------------- | ----------------------------------------------------------------------- |
| —                                                                   | —                                                                     | —                                                                       |

Puerto Rico nahm an den Olympischen Winterspielen 1998 im japanischen Nagano mit einer Delegation von sechs männlichen Athleten in zwei Disziplinen teil. Ein Medaillengewinn gelang keinem der Athleten.
Fahnenträger bei der Eröffnungsfeier war der Bobfahrer José Ferrer.

## Teilnehmer nach Sportarten

### Bob
| Athleten                                               | Wettbewerb | Lauf 1  | Lauf 1 | Lauf 2  | Lauf 2 | Lauf 3 | Lauf 3 | Lauf 4 | Lauf 4 | Gesamt | Gesamt |
| Athleten                                               | Wettbewerb | Zeit    | Rang   | Zeit    | Rang   | Zeit   | Rang   | Zeit   | Rang   | Zeit   | Rang   |
| ------------------------------------------------------ | ---------- | ------- | ------ | ------- | ------ | ------ | ------ | ------ | ------ | ------ | ------ |
| Männer                                                 |            |         |        |         |        |        |        |        |        |        |        |
| John Amabile Joe Keosseian                             | Zweierbob  | 57,35 s | 37     | DSQ     | DSQ    | DSQ    | DSQ    | DSQ    | DSQ    | DSQ    | DSQ    |
| Liston Bochette Jorge Bonnet José Ferrer Joe Keosseian | Viererbob  | 56,45 s | 32     | 55,96 s | 31     | DSQ    | DSQ    | –      | –      | DSQ    | DSQ    |

### Ski Alpin
| Athleten         | Wettbewerbe | 1. Lauf     | 1. Lauf | 2. Lauf     | 2. Lauf | Gesamt      | Gesamt |
| Athleten         | Wettbewerbe | Zeit        | Rang    | Zeit        | Rang    | Zeit        | Rang   |
| ---------------- | ----------- | ----------- | ------- | ----------- | ------- | ----------- | ------ |
| Männer           |             |             |         |             |         |             |        |
| William Schenker | Slalom      | 1:12,95 min | 37      | 1:15,93 min | 31      | 2:28,88 min | 31     |